# Mikkiadès
Mikkiadès ou Micciadès (en grec ancien Μικκιάδης / Mikkiádēs) est, d'après Pline l'Ancien, un sculpteur grec archaïque, originaire de l'île de Chios. Il serait le membre d'une dynastie familiale de sculpteurs (rattachés à l'École de Chios), avec son père Mélas, son fils Archermos et ses petits-fils Boupalos et Athénis,.
Avec la découverte d'une inscription à Délos, cette vision est remise en doute par certains chercheurs, et Mikkiadès ne serait peut-être pas sculpteur, mais seulement dédicant.

### Sources antiques
1. ↑  (la + fr) Pline l'Ancien (trad. Raymond Bloch), Histoire naturelle, Livre XXXVI. Nature des pierres, Paris, Les Belles Lettres, coll. « C.U.F. / Série latine », 1981, 348 p. (ISBN 2-251-01186-2), p. 51-52.